# 連続線型拡張
数学の関数解析学の分野における連続線型拡張（れんぞくせんけいかくちょう、英: continuous linear extension）とは、次に述べる手順のことを指す：
完備なノルム線型空間 {\displaystyle X} 上にある線型変換を定義する時、初めに {\displaystyle X} 内の稠密な部分集合上に線型変換 {\displaystyle T} を定義し、その後、後述の定理によって、{\displaystyle T} を全空間へと拡張することが便利となることが、しばしばある。この結果として得られる拡張は線型かつ有界（したがって、連続）である。

## 定理
以下のBLT定理が知られている。なお「BLT定理」という名称は有界線型変換（Bounded Linear Transformation）による。
定理 (BLT定理) ― 
{\displaystyle T}をノルム空間{\displaystyle X}から完備なノルム線型空間 {\displaystyle Y} への任意の有界線型作用素とする。このとき{\displaystyle X} の完備化{\displaystyle {\bar {X}}} から {\displaystyle Y} へのある有界線型変換 {\displaystyle {\bar {T}}~:~{\bar {X}}\to Y}で
{\displaystyle {\bar {T}}|_{X}=T}
を満たすものが一意に存在する。また{\displaystyle {\bar {T}}} の作用素ノルムは{\displaystyle T} の作用素ノルムに等しい。
定理の後半のノルムに関する部分は前半から明らかに従う。

## 応用
一例として、リーマン積分の定義について考える。ある閉区間 {\displaystyle [a,b]} 上の階段関数は、次の形式で記述される：
{\displaystyle f\equiv r_{1}{\mathit {1}}_{[a,x_{1})}+r_{2}{\mathit {1}}_{[x_{1},x_{2})}+\cdots +r_{n}{\mathit {1}}_{[x_{n-1},b]}.}
ここで {\displaystyle r_{1},\ldots ,r_{n}} は実数であり、{\displaystyle a=x_{0}<x_{1}<\ldots <x_{n-1}<x_{n}=b} とし、{\displaystyle {\mathit {1}}_{S}} は集合 {\displaystyle S} の指示関数を表す。{\displaystyle [a,b]} 上のすべての階段関数からなる空間に {\displaystyle L^{\infty }} ノルム（Lp空間を参照）を備えたものはノルム線型空間であり、ここではそれを {\displaystyle {\mathcal {S}}} と表す。階段関数の積分を、次のように定義する：
{\displaystyle {\mathsf {I}}\left(\sum _{i=1}^{n}r_{i}{\mathit {1}}_{[x_{i-1},x_{i})}\right)=\sum _{i=1}^{n}r_{i}(x_{i}-x_{i-1}).}
このとき、関数としての {\displaystyle {\mathsf {I}}} は、{\displaystyle {\mathcal {S}}} から {\displaystyle \mathbb {R} } への有界線型変換である。
{\displaystyle L^{\infty }} ノルムについて右側連続であるような、{\displaystyle [a,b]} 上の区分的連続かつ有界関数からなる空間を、{\displaystyle {\mathcal {PC}}} で表す。上述の空間 {\displaystyle {\mathcal {S}}} は、{\displaystyle {\mathcal {PC}}} において稠密であるため、BLT定理を応用することが出来る。結果として線型変換 {\displaystyle {\mathsf {I}}} は、{\displaystyle {\mathcal {PC}}} から {\displaystyle \mathbb {R} } への有界線型変換 {\displaystyle {\tilde {\mathsf {I}}}} へと拡張される。これにより、{\displaystyle {\mathcal {PC}}} 内のすべての関数についてリーマン積分を定義することが出来る。すなわち、すべての {\displaystyle f\in {\mathcal {PC}}} に対して、そのリーマン積分は
{\displaystyle \int _{a}^{b}f(x)dx={\tilde {\mathsf {I}}}(f)}
で定義される。

## ハーン＝バナッハの定理
上述の定理によって、有界線型変換 {\displaystyle T:S\rightarrow Y} を、「{\displaystyle S} が {\displaystyle X} において稠密であるなら」、{\displaystyle {\bar {S}}=X} から {\displaystyle Y} へのある有界線型変換へと拡張することが出来た。{\displaystyle S} が {\displaystyle X} において稠密でない場合、ハーン＝バナッハの定理を使うことで、ある拡張が存在することを示すことが出来る場合もある。しかし、そのような拡張は必ずしも一意ではない。